# ألان باركر
ألان باركر (بالإنجليزية: Alan Parker)‏ هو كاتب وصحفي ومخرج بريطاني، ولد في 1965.

## وصلات خارجية
- ألان باركر على موقع IMDb (الإنجليزية)
- ألان باركر على موقع قاعدة بيانات الفيلم (الإنجليزية)